# Thelyphonus
Thelyphonus är ett släkte av spindeldjur. Thelyphonus ingår i familjen Thelyphonidae.

## Dottertaxa tillThelyphonus, i alfabetisk ordning[1]
- Thelyphonus angustus
- Thelyphonus anthracinus
- Thelyphonus asperatus
- Thelyphonus billitonensis
- Thelyphonus borneensis
- Thelyphonus burchardi
- Thelyphonus caudatus
- Thelyphonus celebensis
- Thelyphonus doriae
- Thelyphonus feuerborni
- Thelyphonus grandis
- Thelyphonus hansenii
- Thelyphonus insulanus
- Thelyphonus kinabaluensis
- Thelyphonus klugii
- Thelyphonus kraepelini
- Thelyphonus lawrencei
- Thelyphonus leucurus
- Thelyphonus linganus
- Thelyphonus lucanoides
- Thelyphonus pococki
- Thelyphonus schnehagenii
- Thelyphonus semperi
- Thelyphonus sepiaris
- Thelyphonus spinimanus
- Thelyphonus suckii
- Thelyphonus sumatranus
- Thelyphonus tarnanii
- Thelyphonus vanoorti
- Thelyphonus wayi